# Glenognatha chamberlini
Espèce
Synonymes
- Hivaoa chamberlini Berland, 1942

Glenognatha chamberlini est une espèce d'araignées aranéomorphes de la famille des Tetragnathidae.

## Distribution
Cette espèce est endémique des îles Australes en Polynésie française. Elle se rencontre sur l'île de Rapa.

## Description
La femelle holotype mesure 2,8 mm.

## Étymologie
Cette espèce est nommée en l'honneur de Ralph Vary Chamberlin.

## Publication originale
- Berland, 1942 : Polynesian spiders. Occasional Papers of the Bernice Pauahi Bishop Museum of Polynesian Ethnology and Natural History, vol. 17, no 1, p. 1-24 (texte intégral).